# Az Amerikai Egyesült Államok elnöke
Az Amerikai Egyesült Államok elnöke az Egyesült Államok állam- és kormányfője, az ország legbefolyásosabb személye és legmagasabb rangú tisztségviselője. Az elnök a szövetségi kormány végrehajtó hatalmának irányítója; az alkotmány értelmében feladata a kongresszus által megalkotott törvények végrehajtása. Az alkotmány második cikkelye az elnököt az amerikai fegyveres erők főparancsnoki címével ruházza fel, ezenkívül különleges jogosítványokat, mint például vétójogot is biztosít számára. Az elnök alakíthat kormányt, gyakorolhatja az egyéni kegyelmezés jogát. A szenátus beleegyezésével és felhatalmazásával köthet szerződéseket, kinevezhet szövetségi hivatalnokokat, nagyköveteket és bírókat, beleértve a Legfelsőbb Bíróság tagjait. Hasonlóan más országokhoz azonban az elnök hatalmát is korlátozza az alkotmány, megakadályozva egyetlen személy vagy csoport teljhatalmú irányítását.

## Jogköre
Az Egyesült Államok alkotmánya a világon szinte páratlan jogkörrel ruházza fel az elnököt: egy személyben államfő, kormányfő és a fegyveres erők főparancsnoka - ez a három feladatkör a világ demokratikus országaiban általában legalább két ember között oszlik meg. Uralmát a hatalmi ágak megosztása (Checks and Balances) korlátozza: Fehér Ház a kongresszus és a Legfelsőbb Bíróság ellensúlyozza, a törvényhozás és az igazságszolgáltatás. Az alkotmány ezért kimondja, hogy az elnök nem lehet egyszerre képviselő vagy szövetségi bíró is.

### Törvényhozó jogkörök
Az első jogkör, amelyet az alkotmány az elnökre ruház, az elnöki vétójog. Az első cikkely hetedik paragrafusának második és harmadik bekezdésébe foglaltak alapján valamennyi a kongresszus által elfogadott törvényjavaslatot az elnök elé kell terjeszteni. Az elnöknek ezután három lehetősége van:
1. aláírásával törvényerőre emeli a törvényjavaslatot;
2. vétójogával élve, ellenvetéseivel együtt visszaküldi a törvényjavaslatot a Kongresszusnak; a törvényjavaslat ebben az esetben nem válik törvénnyé, hacsak a Kongresszus mindkét háza kétharmados többséggel újra el nem fogadja azt;
3. nem tesz semmit; amennyiben az elnök az elé terjesztett törvényjavaslatot tíz napon belül (vasárnapok kivételével) nem írja alá, de nem is küldi vissza, törvényerőre emelkedik, kivéve, ha a Kongresszust elnapolják.

### Végrehajtó jogkörök
A legjelentősebb jogkörök egyike, hogy az elnök az Egyesült Államok haderejének főparancsnoka, tehát elnök vezeti és irányítja a hadsereget, emellett ő felelős a katonai stratégiáért is. Az alkotmányozók azonban ügyeltek arra, hogy korlátozzák az elnök hatáskörét a hadsereget illetően, ugyanis háborút indítani vagy békét kötni a Kongresszus kiváltsága (a brit uralkodóval ellentétben, ahogy arra Alexander Hamilton, az Egyesült Államok egyik első alkotmányjogásza 1788-as tanulmányában rámutatott).
Az amerikai hadsereg mellett az elnök az amerikai külpolitikai vezetője is. Külügyminisztériumán keresztül az elnök felelős az amerikai állampolgárok védelméért külföldön és a külföldi állampolgárok védelméért az Egyesült Államok területén. Az elnök dönt új államok vagy új kormányok elismeréséről, emellett nemzetközi szerződéseket köthet a szenátus kétharmadának hozzájárulásával.
Az Egyesült Államok elnöke a végrehajtó hatalom feje, tehát felügyeli a törvények végrehajtását. Lehetősége van határozatokkal irányítani a végrehajtó ág tevékenységét. Ezek a határozatok törvényerejűek, habár a szövetségi bíróságok által felülvizsgálhatóak. Az elnök a szenátus „tanácsa és hozzájárulása” alapján kijelöli a nagyköveteket, kabinetjének tagjait, a Legfelsőbb Bíróság bíráit és a szövetségi kormányzat valamennyi tisztviselőjét.

## A hivatal betöltésének feltételei
Az alkotmány második cikkelyének első bekezdése szerint elnök lehet minden, az Egyesült Államok állampolgáraként született (vagy az alkotmány elfogadásának pillanatában állampolgársággal bíró), harmincötödik életévét betöltött személy, aki a jelölését megelőző legalább tizennégy évben az Államokban élt.
Az elmúlt években az a kitétel, amely szerint csak született amerikai lehet elnök, viták tárgyává vált. Sokan érvelnek a mellett, hogy ezt a pontot törölni kellene, mivel számos, az elnökségre egyébként alkalmasnak tűnő embert kizár a jelöltségből, és korlátozza az amerikai társadalomért sokat tett bevándorlók munkájának jutalmazhatóságát. Az elnökségtől emiatt a kitétel miatt elzárt, prominens amerikai közéleti szereplők között olyanok vannak, mint az osztrák születésű Arnold Schwarzenegger, Kalifornia egykori kormányzója, a cseh születésű Madeleine Albright, a Clinton-adminisztráció külügyminisztere, vagy a német születésű Henry Kissinger, Richard Nixon nemzetbiztonsági főtanácsadója, későbbi külügyminiszter.
Az alkotmány értelmében az elnökök négyéves ciklusokban szolgálnak. Az 1951-ben életbe lépett 22. alkotmánymódosítás szerint minden elnök legfeljebb két teljes cikluson keresztül maradhat hivatalban, de legtovább tíz éven keresztül (abban az esetben, ha először alelnökként került elnöki pozícióba, és a következő választásokig nem több, mint két évig volt hivatalban). Ezt a kiegészítést elsőként Dwight D. Eisenhower elnöksége idején alkalmazták.

## Elnökválasztások
Az elnököt nem a szavazópolgárok, hanem az államok választják, méghozzá közvetve, az elektori kollégiumon keresztül. Arról, hogy az egyes államok elektorai melyik elnökjelöltre szavazzanak, minden államban népszavazás dönt. Erre a népszavazásra minden államban ugyanazon a napon (minden negyedik évben a november első hétfőjét követő napon) kerül sor. Ezt a szavazást nevezik kollokviálisan elnökválasztásnak, bár az elnök formális megválasztására csak decemberben kerül sor. Mivel az elnököt az államok, nem a választópolgárok választják, időről időre előfordul, hogy nem az a jelölt lesz az elnök, akit a legtöbb választópolgár támogatott.
Eredetileg minden elektor két embert jelölt elnöknek. Az elektori szavazatok összeszámlálása után a legtöbb szavazatot kapott jelölt lett az elnök, míg az alelnöki székbe a második legtöbb szavazatot kapott ember ült. Így fordulhatott elő a második elnökválasztáson, hogy John Adams föderalista elnök alelnöke az ellenjelölt, demokrata-republikánus Thomas Jefferson lett.
Ez a rendszer 1804-ben, a tizenkettedik alkotmánymódosítás ratifikálása után változott meg. Ekkortól az elektorok külön szavaztak az elnök, és külön az alelnök személyére. Az elnöki cím elnyeréséhez a jelöltnek az elektori szavazatok legalább felét meg kell szerezni. Ha ezt egyik jelölt sem éri el, az elnököt az alsóház, az alelnököt pedig a szenátus jelöli ki. 1937, az alkotmány XX. kiegészítésének elfogadása óta az újonnan megválasztott vagy újraválasztott elnököt a választásokat követő év januárjának 20. napján iktatják hivatalába.
Napjainkban az amerikai elnökválasztás az ún. elnöki előválasztással kezdődik, amelynek során a nagy pártok – Amerikában a hagyományos két nagy párt, a Demokrata Párt és a Republikánus Párt – megválasztják elnökjelöltjüket a párton belüli aspiránsok közül. Az elnökjelöltek ezután megnevezik az alelnökjelöltet. Valamivel a választások előtt a jelöltek szokás szerint több, országosan közvetített, nyilvános vitában ütköznek meg, és hosszasan kampányolnak, elsősorban az ingaállamokban, a bizonytalan szavazók meggyőzése érdekében. 
Más pártok is állíthatnak elnökjelölteket, amik meg is szoktak történni, de ezen pártok súlya annyira csekély, hogy a jelöltjeiknek lényegében semmi esélyük a győzelemre; a két nagy párton kívülről utoljára a 19. század közepén érkezett elnök.

### Hivatali eskü
Az elnök hivatalba lépésekor esküt tesz, amelynek szövegét az alkotmány írja elő. Tekintve, hogy bizonyos felekezetek tagjai vallási okból nem tesznek esküt, az alkotmány azt is megengedi, hogy az elnök eskü helyett fogadalmat tegyen, azonos tartalommal. Az eskü szövege:
Én, (név) ünnepélyesen esküszöm (fogadom), hogy az Egyesült Államok elnökének tisztét híven gyakorolom, és legjobb képességeim szerint fenntartom, óvom és megvédem az Egyesült Államok alkotmányát.
Hozzátehető „Isten engem úgy segéljen!”, de az alkotmány nem követeli meg. Az elnök gyakran a Bibliára teszi a bal kezét, miközben a hivatali esküt leteszi, de ez sem követelmény.
Az elnök az esküt hagyományosan a Legfelsőbb Bíróság főbírája előtt teszi le, de ez nem alkotmányos előírás.

## Utódlás
Pontosan rögzített, hogy az elnök halála, lemondása vagy büntetőjogi elmozdítása esetén mely közjogi méltóságok, és milyen sorrendben veszik át a helyét. A hosszú sor első három tagja a következő:
1. az alelnök
2. a képviselőház elnöke
3. a szenátus pro term elnöke

Az alkotmány XXV. kiegészítése rögzíti a pontos feltételeket és az eljárást annak megállapítására, hogy egy hivatalban lévő elnök nem képes többé ellátni feladatát, valamint azt, hogy ilyenkor az alelnök veszi át a helyét mint az Egyesült Államok megbízott elnöke.

## Elnöki rezidenciák

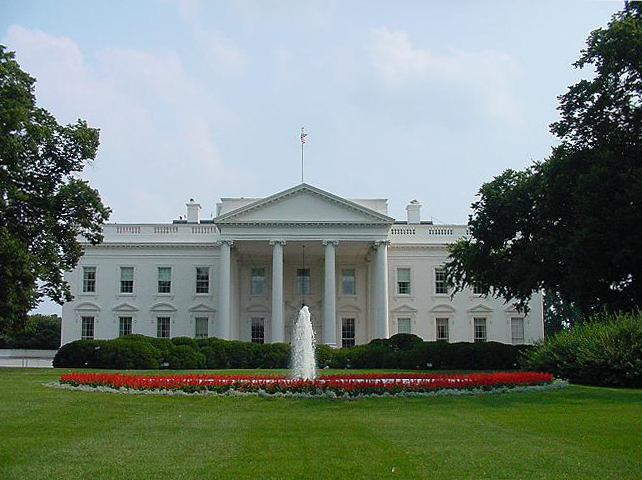
A Fehér Ház északi homlokzata

Az Egyesült Államok elnökének legfőbb rezidenciája a Fehér Ház, amely a fővárosban, Washingtonban van. Hivatalos hétvégéit és szabadságait rendszerint a marylandi Camp Davidben tölti. Számos elnök használta hivatalának betöltése alatt saját házát, nyaralóját, farmját hosszabb-rövidebb ideig.

## Tények, adatok

### Elnökváltások
- Hivatali ideje során négy elnököt gyilkoltak meg:
  - Abraham Lincolnt 1865-ben John Wilkes Booth,
  - James Garfieldet 1881-ben Charles J. Guiteau,
    - Guiteau rálőtt, de Garfield vélhetően a merényletet követő nem megfelelő orvosi kezelésbe halt bele.

  - William McKinleyt 1901-ben Leon Czolgosz,
  - John F. Kennedyt 1963-ban Lee Harvey Oswald,
    - A Warren Bizottság jelentése.
    - Bizonyos teóriák szerint nem egyedül dolgozott .
- További négy elnök halt természetes halált:
  - William Henry Harrison, tüdőgyulladásban 1841-ben, pont egy hónappal hivatalba lépését követően.
  - Zachary Taylor, „akut gyomorrontásban” 1850-ben.
  - Warren G. Harding, szívroham következtében 1923-ban.
  - Franklin Delano Roosevelt, agyvérzés következtében 1945-ben.
- Egy elnök mondott le hivataláról:
  - Richard Nixon 1974-ben, a Watergate-botrány kipattanását követően
- Három hivatalban lévő elnök leváltására indítottak alkotmányos eljárást, de végül egyiket sem mozdították el hivatalából:
  - Andrew Johnson 1868-ban
  - Bill Clinton 1998-ban[2]
  - Donald Trump 2019-ben és 2021-ben
- Öt jelölt lett elnök a választói szavazatok többségének megszerzése nélkül:
  - John Quincy Adams – 44 804 szavazattal végzett Andrew Jackson mögött 1824-ben
    - Huszonnégy államból hatban az elektorokat az állami törvényhozás jelölte ki, nem pedig a választók szavazatai döntöttek.

  - Rutherford B. Hayes – 264 292 szavazattal végzett Samuel J. Tilden mögött 1876-ban
  - Benjamin Harrison – 95 713 szavazattal végzett Grover Cleveland mögött 1888-ban
  - George W. Bush – 540 520 szavazattal végzett Al Gore mögött 2000-ben
  - Donald Trump – 170 619 szavazattal végzett Hillary Clinton mögött 2016-ban.
- Két elnököt választottak meg az elektori szavazatok többségének megléte nélkül, az alsóház döntése alapján:
  - Thomas Jefferson – Aaron Burr-rel megegyező számú szavazatot kapott 1800-ban
  - John Quincy Adams – 15 szavazattal maradt le Andrew Jackson mögött 1824-ben
- Nyolc elnököt iktattak be megelőző választások nélkül, alelnöki pozícióból előlépve:
  - Négyen mandátumuk lejárta után nem indultak az elnöki posztért, így soha nem választották meg őket elnöknek:
    - John Tyler – William Henry Harrison halálát követően lett elnök, nem indult az 1844-es választásokon
    - Millard Fillmore – Zachary Taylort követte, nem indult az 1852-es választásokon
    - Andrew Johnson – Abraham Lincoln helyét vette át, nem indult az 1868-as választásokon
    - Chester A. Arthur – James Garfieldet követte, nem indult az 1884-es választásokon

  - A másik négy indult a választásokon, és mind a négyen sikeresen újraválasztatták magukat:
    - Theodore Roosevelt – William McKinleyt követte, 1904-ben újraválasztották
    - Calvin Coolidge – Warren G. Harding utódja, 1924-ben újraválasztották
    - Harry S. Truman – Franklin D. Roosevelt utódja, 1948-ban újraválasztották, de 1952-ben már nem indult, noha erre jogilag még lett volna lehetősége
    - Lyndon B. Johnson – John F. Kennedyt követte, 1964-ben újraválasztották, 1968-ban már nem jelöltette magát

  - Gerald Fordot soha nem választották meg, őt Spiro Agnew alelnök lemondása után Richard Nixon nevezte ki alelnöknek a kongresszus támogatásával. Nixon lemondása után követte őt az elnöki székben, de a 76-os választásokon kikapott Jimmy Cartertől. Eddig ő az egyetlen elnök, akit sem elnökként, sem alelnökként nem választottak meg.

### Egyes elnökök születési dátumai
- Martin Van Buren az Egyesült Államok függetlenségének kikiáltása után, 1782. december 5-én, született, így ő lett az első, nem brit alattvalónak született elnök. Egyben ő volt az első nem brit származású elnök is.
- John Tyler az alkotmány elfogadása után, 1790. március 29-én született, a nála nem idősebb elnököknek tehát már született amerikaiaknak kellett lenniük.
- Franklin Pierce 1804. november 23-án született, elsőként a 19. században az elnökök közül. (Érdekesség: Millard Fillmore 1800. január 7-én született, a 18. század utolsó évében.)
- Warren G. Harding, aki 1865. november 2-án jött a világra, ő volt az első, aki a polgárháború után született elnök.
- Lyndon B. Johnson 1908. augusztus 27-én született, az első elnök, aki a 20. században jött a világra.
- John F. Kennedy 1917. május 29-én született, az első 20. században született elnök, akit megválasztottak (1961-ben).
- George H. W. Bush volt az első, az első világháború után, egészen pontosan 1924. június 12-én született elnök.
- Joe Biden, aki 1942. november 20-án született, az első elnök, aki a második világháború alatt született.
- Donald Trump, aki 1946. június 14-én látta meg a napvilágot, az első második világháború után született elnök.
- Bill Clinton, aki 1946. augusztus 19-én látta meg a napvilágot, az első második világháború után született elnök, akit megválasztottak (1993-ban).

### Érdekes számok
- Kilenc elnök nem töltötte még be 50. évét beiktatásakor:
  - Theodore Roosevelt, a legfiatalabb elnök 13 nappal a beiktatás után lett 43 éves.
  - John F. Kennedy 43 évesen lett elnök.
  - Bill Clinton 46 évesen.
  - Ulysses S. Grant másfél hónappal a beiktatás után ünnepelte 47. születésnapját
  - Barack Obama 47 és fél évesen tette le a hivatali esküt.
  - Grover Cleveland két héttel a beiktatás után lett 48 éves.
  - Franklin Pierce 48 éves korában lett az USA elnöke.
  - James A. Garfield és James Knox Polk egyaránt 49 évesen került beiktatásra.
- A legidősebb elnökök:
  - Donald Trump első hivatalba lépésekor 70 éves volt, második mandátuma kezdetén 78 éves volt.
  - Joe Biden hivatalba lépésekor 78 éves volt.
  - Ronald Reagan majdnem 70 éves korában tett esküt.
  - William Henry Harrison egy hónappal múlt 68 éves, amikor elnök lett.
  - James Buchanan másfél hónappal a beiktatás után lett 66 éves.
  - George H. W. Bush 64 és fél évesen, Zachary Taylor 64 és negyed évesen került beiktatásra.
  - Dwight David Eisenhower két hónap híján 63 évesen ült az elnöki székbe.
  - Andrew Jackson, John Adams és Gerald Ford 61 évesen költözött a Fehér Házba.
  - Harry S. Truman 26 nappal a 61. születésnapja előtt került az Ovális Szobába.

James Knox Polk mindössze 103 nappal élte túl mandátumának lejártát, Herbert Hoover viszont 31 évvel, 7 hónappal és 16 nappal. Ezt a "rekordot" Jimmy Carter 2012. szeptember 6-án érte el, és azóta ő tartja. 2024. december 29-i halála 43 évvel, 11 hónappal és 8 nappal elnöksége vége után következett be.
Hét elnök született októberben, de egy sem szeptemberi; nyolc elnök júliusban hunyt el, de egy sem halt meg májusi napon.

### Egyéb adatok
- A legtöbb elnök angol (brit) származású, néhányuk háttere eltér a szokásostól:
  - Martin Van Buren holland nemzetiségű volt.
    - Noha Theodore Roosevelt és Franklin D. Roosevelt neve szintén holland, egyikük sem volt holland nemzetiségű, mindkettejüknek csak egy-egy holland nagyszülőjük volt. Theodore másik három nagyszülője észak brit volt, Franklin nagyszülői pedig puritánok voltak.

  - Herbert Hoover, Dwight D. Eisenhower és Donald Trump német családból származott.
  - Ír családból való (volt) William McKinley, John F. Kennedy, Richard Nixon, Ronald Reagan és Bill Clinton.
    - Kennedy volt Amerika első római katolikus elnöke. A második Joe Biden.
- Millard Fillmore volt az utolsó olyan elnök, aki sem republikánus, sem demokrata színekben nem indult a pozícióért, helyettük a rövid életű Whig Párt tagjaként volt elnök 1850–1853 között.
- Eddig két elnök Grover Cleveland (1885-1889, 1893-1897) és Donald Trump (2017-2021, 2025-2029) volt az aki két nem egymást követő ciklusban volt elnök.
- A mai napig nők nem viseltek elnöki hivatalt, bár ennek alkotmányos vagy egyéb jogszabályi akadálya nincs.
- Egy 1998-as felmérés szerint[forrás?] a történészek általános vélekedés szerint George Washingtont, Abraham Lincolnt, és Franklin D. Rooseveltet tartják az amerikai történelem három legjobb elnökének, Franklin Piercet, James Buchanant és Warren G. Hardingot pedig a három legrosszabbnak.
- Barack Obama az USA történetének első afro-amerikai elnöke.

- Elnöksége után három elnök töltött be szövetségi posztot. John Q. Adams 1831 és 1848 között kongresszusi képviselő volt. Andrew Johnson 1875-ben Tennessee állam szenátora, William Howard Taft pedig 1921 és 1930 között az Amerikai Egyesült Államok Legfelsőbb Bíróságának főbírói tisztét töltötte be.
- Elnöksége után hét elnök próbálkozott állami vagy szövetségi poszt elnyerésével.
  - John Quincy Adams 1833-ban indult Massachusetts állam kormányzói székéért de alul maradt John Davisszel szemben.
  - Martin Van Buren 1844-ben indult a demokrata párti elnökjelöltségért de alul maradt James Knox Polkkal szemben. 1848-ban pedig a Szabad Föld Párt színeiben indult az elnökségért de csak a harmadik helyet sikerült megszereznie a Whig párti Zachary Taylor és a demokrata párti Lewis Cass mögött.
  - Millard Fillmore 1856-ban az Amerikai Párt (Csillagos Lobogó Rendje) színeibe indult az elnökválasztáson, de csak a harmadik helyet sikerült megszereznie a demokrata James Buchanan és a republikánus John C. Frémont mögött.
  - Ulysses S. Grant 1880-ban indult a republikánus párti elnökjelöltségért de alul maradt James A. Garfielddal szemben.
  - Theodore Roosevelt 1912-ben a Progresszív Republikánus Szövetség(wd) jelöltjeként indult az elnökválasztáson, de kikapott a demokrata Thomas Woodrow Wilsontól.
  - Herbert Hoover 1940-ben indult a republikánus párti elnökjelöltségért, de alulmaradt Wendell Willkievel(wd) szemben.
  - John Tylert 1861-ben az Amerikai Konföderációs Államok ideiglenes kongresszusának tagjává választották.

## Lásd még
- Az Amerikai Egyesült Államok elnökeinek listája

## Fordítás
- Ez a szócikk részben vagy egészben  a   President of the United States című angol Wikipédia-szócikk fordításán alapul.  Az eredeti cikk szerkesztőit annak laptörténete sorolja fel. Ez a jelzés csupán a megfogalmazás eredetét és a szerzői jogokat jelzi, nem szolgál a cikkben szereplő információk forrásmegjelöléseként.